# Tempeliershoeve (Kaaster)
De Tempeliershoeve, bekend onder de naam De commandeurschap, is een hoeve in de tot het Noorderdepartement behorende plaats Kaaster. 
Het is een voormalige commanderij van de Tempeliers, die in 1312, toen de Tempeliersorde werd afgeschaft, overging naar de Orde van Malta. De stichting zou tussen 1160 en 1162 hebben plaatsgevonden.
De hoeve leed grote schade tijdens de Eerste Wereldoorlog. Zij werd heropgebouwd in 1932, maar er zijn nog enkele oude delen zoals een toegangspoort van 1746, een venster van 1570 en een deur met daarboven een ciborie.